# Takuro Oda
Takuro Oda (Japans: 小田 卓朗, Oda Takurō) (Urakawa (Subprefectuur Hidaka), 13 juli 1992) is een voormalig Japanse langebaanschaatser.

## Persoonlijke records
| Afstand      | Tijd     | Datum            | Baan           |
| ------------ | -------- | ---------------- | -------------- |
| 500 meter    | 35,26    | 29 december 2018 | Obihiro        |
| 1000 meter   | 1.07,83  | 2 december 2017  | Calgary        |
| 1500 meter   | 1.42,44  | 4 december 2017  | Salt Lake City |
| 3000 meter   | 3.47,99  | 7 maart 2021     | Hachinohe      |
| 5000 meter   | 6.46,16  | 14 augustus 2010 | Calgary        |
| 10.000 meter | 14.42,34 | 16 december 2012 | Nagano         |

## Resultaten
| Jaar | WK Afstanden        | Olympische Spelen | Wereldbeker                 | WK Junioren                                |
| ---- | ------------------- | ----------------- | --------------------------- | ------------------------------------------ |
| 2011 |                     |                   | 0p 1500m                    | 11e (8e, 14e, 14e, 10e) 9e achtervolging   |
| 2012 |                     |                   | 0p 1500m                    | 10e · (, 15e, 7e, 13e) · 16e achtervolging |
|      |                     |                   |                             |                                            |
| 2015 |                     |                   | 40e 1000m 45e 1500m         |                                            |
| 2016 | 9e 1500m            |                   | 34e 1000m 16e 1500m         |                                            |
| 2017 | 14e 1000m 16e 1500m |                   | 0p 500m 10e 1000m 24e 1500m |                                            |
| 2018 |                     | 5e 1000m 5e 1500m | 23e 1000m 8e 1500m          |                                            |
| 2019 | 12e 1500m           |                   | 19e 1000m 20e 1500m         |                                            |
| 2020 | DQ 1500m            |                   | 50e 1000m 9e 1500m          |                                            |
|      |                     |                   |                             |                                            |
| 2022 |                     | 17e 1500m         | 7e 1500m                    |                                            |